# 山田昌弘
山田 昌弘（やまだ まさひろ、1957年11月30日 - ）は、日本の社会学者（社会学修士）。専門は、家族社会学、感情社会学、ジェンダー論、若者論。中央大学文学部教授。
「パラサイト・シングル」「婚活」といった造語を発案するなど、家族のあり方や若者の生き方についての研究や発信で知られる。著書に『パラサイト・シングルの時代』（1999年）、『家族ペット』（2004年）、『「家族」難民』（2014年）など。

## 人物
東京都北区出身。東京大学大学院博士課程を1986年に単位取得満期退学した後、東京学芸大学教授を経て、2008年より中央大学教授を務める。実家は、自営業の父親が借金を抱えて子供も返済に協力せざるを得ず、母親は病弱な上に姑にいじめられ、「家族とは」と考えざるを得ない環境に置かれたことから、かつて社会学では地味な分野だった家族社会学の道に進んだ。
1997年、親と同居し続ける未婚者を「パラサイト・シングル」と命名した。近年では新書『「婚活」時代』の中で、白河桃子と共に「婚活」という造語を考案・提唱し、流行させた。これらの影響から、若者世代に現代社会の負のイメージをおわせる契機となった人物であるとして批判を受けることもある。

## 経歴
- 東京教育大学（現：筑波大学）附属駒場高等学校[7]卒業
- 1981年（昭和56年） 東京大学文学部卒業[8]
- 1983年（昭和58年） 東京大学大学院社会学研究科修士課程修了
- 1986年（昭和61年）
  - 東京大学大学院博士課程単位取得退学
  - 東京学芸大学教育学部社会学研究室助手
- 1989年（平成元年） 東京学芸大学教育学部社会学研究室専任講師
- 1991年（平成3年）東京学芸大学教育学部社会学研究室助教授[1]
- 1993年（平成5年） カリフォルニア大学バークレー校社会学部客員研究員（文部省・在外研究員）
- 2004年（平成16年） 東京学芸大学教育学部社会学研究室教授[2]
- 2008年（平成20年）4月 中央大学文学部人文社会学科教授[1]

## 活動歴

### 公職
現在
- 内閣府 男女共同参画会議・民間議員[1]
- 文部科学省 子どもの徳育に関する懇談会・委員
- 社会生産性本部 ワーク・ライフ・バランス推進会議・委員

過去
- 厚生省 人口問題審議会・専門委員
- 経済企画庁 国民生活審議会・特別委員
- 参議院 調査室・客員研究員[1]
- 東京都 青少年協議会・委員
- 同 児童福祉審議会・委員
- 内閣府 国民生活審議会・委員

### 学会
- 日本社会学会 理事、研究副委員長（2007年-2009年）
- 日本家族社会学会 理事（1998年-2004年、2007年-）事務局長（2001年-2004年）
- 教育社会学会
- 比較家族史学会 理事（1997年-）
- 関東社会学会 理事、編集副委員長（2009年-）
- 家族問題研究会
- 福祉社会学会 理事、研究活動委員長（2007年-）

## 主な主張
- 山田は特に若者に対する過激な言論で知られているが、山田自身が実際に若者時代を過ごしたのが80年代のバブル景気で現在と全く異なる社会情勢下であったことを認めた上で、主張を展開している[6][9]。

- 内閣府主催の講演会での質疑応答では、「今の学生に求めることは何でしょうか」という問いに対して、「私個人としては、ちゃんと就職して稼げる人間になって私の年金を払ってくれよと言っています」と述べた[6]。

- （フリーターの若者は自分の将来設計を考えているか?）という問いに対し、「フリーターの多くは将来を具体的に何も考えていない、というよりも、考えたくないのだと思う。将来に希望が持てず、それを考えると暗くなるので、非現実的な“夢”にすがっている。『将来は?』と聞くと、『あまり考えていません』と答える」と述べた[10]。

- （フリーターのように職業的・経済的に不安定な人々が増えれば、どの様な影響が及ぶか?）という問いに対し、「『俺は社会から見捨てられた』と、将来に絶望する人が現れる状況になれば、その中から反社会的行動に走る人が出て来ても不思議な話ではない。（2001年の）池田小学校の事件や、幼女連れ去り事件の犯人の多くは、中年の無職男性だ」と論じた[10]。ワーキングプアに対しては「賃金が低い事に不満を口にしている人が多いが、これらの人たちの賃金を上げるには物価の上昇は不可避だ。でも『モノが高くなるのは嫌だ』と文句を言う人も多い」と述べた[11]。

- 日本の少子化対策が失敗した原因は、正規雇用されている女性など恵まれた層の子育て支援に資源を集中して、少子化の根本的原因である未婚化を招いている、収入が不安定な男性が結婚できるような支援が不十分であったためと指摘する[3]。

- 2006年（平成18年）7月1日付の『週刊東洋経済』に「女性が結婚しないのは高収入の男性を求めるため」と題した記事を寄稿したが、その中で、「未婚女性が結婚相手に求める年収は、現実の平均年収に比べれば相当高い。このことを10年以上私は言い続けているが、大きく取り上げられることはなかった。『こんなこと言ったらクビが飛ぶ』と、ある官僚に言われたこともある。多くの人は薄々知っているが、公に言ってはならないタブーなのだろう」と、この主題に触れること自体が政治やマスメディアにおいてタブー視されている旨を指摘し、続けて「根本的な原因にはメスが入れられず、根本的でない要因のみが強調される。『出会いがない』とか『キャリアが中断される』から少子化か起きると言っていれば、誰からも文句を言われることはない。どうも、日本社会は、本気で少子化対策を進めたいとは思っていないようだ」と述べた。

- こうした日本社会の変化に合わせて第二次世界大戦後の日本の家族モデルのみを重視するのでなく、ひとり親、再婚・養子家庭、同性婚なども認める寛容さが必要と提唱し、またペットを家族同様に考える人や、架空キャラクターと「結婚」したり、アイドル、タレント、スポーツ選手と疑似恋愛する人の増加にも注目している[3]。

- 男女共同参画の観点から、選択的夫婦別姓制度導入を支持する[12]。「先進国中、日本だけが別姓を認めず、同姓を強制するのが、いかに特殊な制度か」と述べている。

## 著書

### 単著
- 『近代家族のゆくえ 家族と愛情のパラドックス』新曜社 1994
- 『結婚の社会学 未婚化・晩婚化はつづくのか』丸善ライブラリー 1996
- 『The Japanese Family in Transition』FOREIGN PRESS CENTER JAPAN 1997
- 『家族のリストラクチュアリング』新曜社 1999
- 『パラサイト・シングルの時代』ちくま新書 1999
- 『家族というリスク』勁草書房 2001
- 『家族ペット やすらぐ相手は、あなただけ』サンマーク出版 2004
  - 『家族ペット ダンナよりもペットが大切!?』文藝春秋 2007
- 『パラサイト社会のゆくえ データで読み解く日本の家族』筑摩書房 2004
- 『希望格差社会 「負け組」の絶望感が日本を引き裂く』筑摩書房 2004。2007年に文庫化
- 『迷走する家族 戦後家族モデルの形成と解体』有斐閣 2005
- 『新平等社会 「希望格差」を越えて』文藝春秋 2006。2009年に文庫化
- 『少子社会日本 もうひとつの格差のゆくえ』岩波新書 2007
- 『ワーキングプア時代 底抜けセーフティーネットを再構築せよ』文藝春秋 2009
- 『ここがおかしい日本の社会保障』文春文庫 2012（※前出『ワーキングプア時代 底抜けセーフティーネットを再構築せよ』を改題して文庫化）
- 『なぜ若者は保守化するのか 反転する現実と願望』東洋経済新報社 2009。「なぜ若者は保守化したのか」朝日文庫
- 『「婚活」現象の社会学 日本の配偶者選択のいま』東洋経済新報社 2010
- 『なぜ日本は若者に冷酷なのか そして下降移動社会が到来する』東洋経済新報社 2013
- 『「家族」難民：生涯未婚率25%社会の衝撃』朝日新聞出版 2014 のち文庫
- 『女性活躍後進国ニッポン』岩波ブックレット 2015
- 『結婚クライシス 中流転落不安』東京書籍 2016
- 『モテる構造 男と女の社会学』ちくま新書 2016
- 『底辺への競争 格差放置社会ニッポンの末路』朝日新書 2017
- 『悩める日本人 「人生案内」に見る現代社会の姿』ディスカヴァー携書 2017
- 『日本の少子化対策はなぜ失敗したのか？』光文社新書 2020

### 共著
- 江原由美子・長谷川公一・天木志保美・安川一・伊藤るり『ジェンダーの社会学 女たち/男たちの世界』新曜社 1989
- 岡原正幸・安川一・石川准『感情の社会学 エモーション・コンシャスな時代』世界思想社 1997
- 宮本みち子・岩上真珠『未婚化社会の親子関係 お金と愛情にみる家族のゆくえ』有斐閣 1997
- 江原由美子『ジェンダーの社会学 男と女の視点から見る現代日本社会』放送大学教育振興会 1999, 2003
- 若林幹夫・三浦展・小田光雄・内田隆三『「郊外」と現代社会』青弓社 2000
- 目黒依子・矢澤澄子編 岡本英雄・江原由美子・船橋恵子・直井道子・村松泰子・松信ひろみ『少子化時代のジェンダーと母親意識』新曜社 2000
- 北城恪太郎・野村清・清家篤・尾木直樹・上原征彦・秋元真里子・野村正樹『団塊世代60年 どう生きてきたか』生産性出版 2006
- 伊藤守『格差社会スパイラル』大和書房 2007
- 白河桃子『「婚活」時代』ディスカヴァー・トゥエンティワン 2008
- 電通チームハピネス『幸福の方程式 新しい消費のカタチを探る』ディスカヴァー・トゥエンティワン 2009
- 白河桃子『「婚活」症候群』ディスカヴァー・トゥエンティワン 2013
- 橋爪大三郎・宮台真司・志田基与師・盛山和夫・今田高俊・大澤真幸・伊藤真・副島隆彦・渡部恒三・関口慶太・村上篤直『小室直樹の世界-社会科学の復興をめざして』ミネルヴァ書房 2013

### 編著
- 『家族本40 歴史をたどることで危機の本質が見えてくる』平凡社 2001
- 服藤早苗・吉野晃『恋愛と性愛』早稲田大学出版部 2002
- 清水浩昭・森謙二・岩上真珠『家族革命』弘文堂 2004
- 『「婚活」現象の社会学 日本の配偶者選択のいま 東洋経済新報社 2010.6
- 『ライフスタイルとライフコース データで読む現代社会』小林盾共編 新曜社 成蹊大学アジア太平洋研究センター叢書 2015

### 翻訳
- C・コーワン・P・コーワン著 開内文乃共訳『カップルが親になるとき』勁草書房 2007